# Bruzz (magazine)
Pour les articles homonymes, voir Agenda (homonymie) et Bruzz.

Logotype de Bruzz

Bruzz, anciennement Agenda est le nom d'un magazine hebdomadaire bruxellois. Le magazine parait chaque jeudi et est distribué en même temps que le journal Brussel Deze Week. Il contient l'agenda culturel complet de la capitale, une sélection de restaurants et bars, ainsi que les sorties cinéma. Le magazine est édité en français, néerlandais et anglais.